# Katarina Birgersdotter (Finstaätten)
Katarina Birgersdotter (Finstaätten), född okänt år, död mellan 1357–1363, var en svensk jordägare och syster till heliga Birgitta.

## Biografi
Katarina Birgersdotter (Finstaätten), var dotter till lagmannen Birger Persson (Finstaätten) och Ingeborg Bengtsdotter (Folkungaätten), samt syster till heliga Birgitta. Hon nämns som minderårig 1315. Katarina Birgersdotter upptogs 1352 tillsammans med sin make Magnus Gudmarsson (Ulvåsaätten) och husfolk i Varnhems klosters underhåll. Hon avled mellan 1357–1363.
Katarina Birgersdotters sätesgård uppges ha varit "Loo" i Västergötland, som identifierats som Lo i Långared.[källa behövs]

### Egendom
År 1320 erhöll hon jord i bland annat Ydre härad i arv efter modern, och 1328 i Danderyds skeppslag och i Norra Vedbo härad efter fadern.

### Familj
Katarina Birgersdotter vigdes mellan 14 mars 1315 och 20 september 1316 med riddaren Magnus Gudmarsson (Ulvåsaätten), son till Gudmar Magnusson (Ulvåsaätten) och Margareta Ulfsdotter (lejon). De fick tillsammans dottern Ingeborg Magnusdotter (Ulvåsaätten) (cirka 1311–1349) som var gift med Bengt Turesson (Bielke) riksrådet och riddaren Erengisle Sunesson (Bååt).